# ルーチェ (マスコット)
ルーチェ（Luce、イタリア語: [ˈlutʃe]、直訳:「光」）は、2025年ジュビリーの公式マスコットで、tokidokiの創設者シモーネ・レーニョによってデザインされた。カトリックの巡礼者をイメージしている。ルーチェには、サンティーノ（Santino）という名前の犬と、フェ（Fe）、シン（Xin）、スカイ（Sky）という3人の友達がいる。このキャラクターのデザインは、日本のアニメキャラクターやサンリオキャラクターと比較されることがある。

## 描写

巡礼者の杖

ルーチェは青い髪をしており、黄色いレインコートを着ている。このコートの色はバチカンの国旗をイメージしており、「人生の嵐を乗り越える旅」の象徴でもある。彼女は「絶えない巡礼」を表す巡礼者の杖を持ち、「長く困難な旅」を表す汚れたブーツを履いている。目にはカトリックにおける巡礼の伝統的なシンボルである、ホタテ貝の形のハイライトがある。聖杯が一般的になる以前は、聖杯の代わりに貝が使用されていた。輝く目は「心の希望の象徴」が表現されている。ルーチェは首にロザリオも着けている。ルーチェのデザイナー、シモーネ・レーニョは「ルーチェが若い世代の心に響くこと」を願っていると述べた。

## 歴史
ルーチェは、2024年10月28日に福音宣教省のリノ・フィジケラ大司教によって公開された。彼によると、ルーチェは「若者に愛されているポップカルチャーの中にも居場所を作りたい」というカトリック教会の願いに基づいている。ルーチェは、2024年に開催されるルッカコミックス&ゲームズ（バチカンがコミックコンベンションに公式に参加するのは初となる）や、日本の大阪市で開催される2025年日本国際博覧会で聖座を代表する予定である。

## 反応
ルーチェはその発表後、すぐにインターネット・ミームやファンアートを生み出した。Xなどのウェブサイトのユーザーは、カトリック教会がアニメのビジュアルを取り入れていることについてジョークを飛ばし、ルーチェのデザインと『ワンダーエッグ・プライオリティ』の主人公である大戸アイのデザインや、『新世紀エヴァンゲリオン』の青い髪のキャラクターである綾波レイのデザインと比較する者もいた。